# Дијагноза (израз)
Дијагноза, дијагноза болести, (лат. Diagnosis-скраћено Dg.), (грч. διάγνωση - препознавање, распознавање) је медицински израз, који на најкраћи могући начин говори о свим аспектима неке болести и служи за означавање, препознавање, распознавање болести. Дијагноза се може дефинисати и као закључак о свим аспектима (видовима) болести, настао након прикупљених чињеница које су међусобно детаљно анализиране.

## Поступак утврђивања дијагнозе
У основи, поступак утврђивања дијагнозе је аналогна процедури утврђивања примењивости неке научне хипотезе или теорије (у природним наукама) на специфичне експерименталне податке; то је, дакле, откривење истине, или још тачније, проналажење теоретског обрасца који у потпуности објашњава релевантне чињенице.
Процес успостављања дијагнозе је веома сложен мултидисциплинаран и интерактивни и вишестепени процес, у коме је потребно обавити низ сложених дедукција и анализа, и разликовати „релевантне“ од „небитних“ чињеница. Тиме се на један интегративан начин поставља дијагноза, која представља усклађивање рада различитих стручњака, са различитим нивоима и аспектима запажања, са различитим индивидуалним искуствима и личним психолошким структурама.

## Дијагноза и дијагностика
Дијагнозу, (која је у суштини закључак о једној болести), не треба поистовећивати са дијагностиком (срп. утврђивање болести), која је јасно прописана методологија прикупљања података, и чијом међусобном анализом и упоређивањем треба да проистекне закључак, односно дијагноза једне болести на основу њених битних обележја и појава.

## Дијагноза у медицинској пракси
Дијагноза многих медицинских проблема, као специфичних обољења или синдрома веома се разликују од земље до земље. Неке су разлике реалне (раса, поднебље, стандард, социјални миље, итд), док су неке вештачке (различити нивои развијености медицинске праксе, платежне могућности болесника итд), док је неке тешко окарактерисати.
Постоје бројне болести које су релативно честе у неким земљама, док се у другима верује да оне не постоје у патологији нације (нпр у Немачкој се низак крвни притисак третира и означава као болест, а у другим земљама се овако не сматра).

## Стандардизација дијагнозе
Дијагноза болести мора у својој свеобухватности израза, (на латинском, матерњем језику или шифром (МКБ 10) да о једној болести, искаже;
- врсту (суштину, анатомскохистолошке промене) болести,
- локализацију болести или орган који је захваћен болешћу,
- узрок (етиологију) болести,
- патогенезу болести,
- поремећаје функција,
- еволуцију (ток) болести,
- исход болести,
- активност болести (да ли је болест у активној фази или у фази мировања)
- у којој је фази развоја и да ли је развој болести спор или брз.

Дијагноза не може да прикаже све чиниоце везане за једну болест, али мора бити таква да у себи садржи што је могуће већи број чињеница које омогућавају лако препознавање, распознавање болести.
При постојању више болести код истог болесника, прво се наводи дијагноза основне болести а затим и све остале које су код истог болесника утврђене.
Како не би дошло до погрешног тумачења израза примењених у једној дијагнози, у свету је од давнина општеприхваћено, да се дијагноза прво исказује на латинском а затим ако је то потребно и матерњем језику лекара-болесника, што дозвољава потпуну професионалну комуникацију између здравствених радника из целог света, без обзира на њихову националност и знање језика.
Да би се поједноставио поступак евидентирања и обезбедила једнообразност дијагноза, Светска здравствена организација увела је Међународну класификацију болести и сродних здравствених проблема (МКБ 10); (енгл. ICD,International Classification of Diseases and Related Health Problems), која је у  и у свету и Србији  нашла широку примену, јер је још више поједноставила означавање дијагнозе и спречила могућност било какве нејасноће у њеном исказивању. Управо употреба четворознаковне шифре МКБ 10 показала се у пракси као боља и прецизнија од дијагнозе на латинском или неком другом језику, због своје једнообразности у схватању и тумачењу.